# Mazanki (instrument)

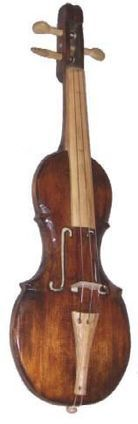
Współczesne mazanki

Mazanki – ludowy trzystrunowy instrument smyczkowy, kształtem zbliżony do skrzypiec.

## Charakterystyka
Jest to mały instrument smyczkowy (długość całego instrumentu ok. 50 cm.), na którym gra się w pozycji ramieniowej. Ewa Dahlig-Turek wyróżnia cztery cechy charakterystyczne dla budowy mazanek: 1. mały rozmiar; 2. pudło wyżłobione z jednego kawałka drewna razem z szyjką; 3. podstawek, który jedną nóżką przechodzi przez płytę wierzchnią, opiera się o spód pudła i służy jako dusza; 4. trzy struny. Struny w mazankach strojone są kwintami, bardzo wysoko (struny: a1, e2, h2).

## Historia
Nazwa mazanki po raz pierwszy pojawiła się w artykule E. Kierskiego: "Zwyczaje, zabobony i obrzędy ludu w niektórych okolicach W. Ks. Poznańskiego" z 1861 r. Ma ona wywodzić się od mazania, tj. pocierania smyczkiem po strunach.
W dawnej praktyce wykonawczej mazanki wchodziły w skład kapeli z kozłem ślubnym lub dudami. W XIX wieku w znacznym stopniu wyparte zostały przez skrzypce podwiązane (tj. skrzypce fabryczne, których szyjka przewiązywana była w celu podwyższenia stroju i dostosowania go do gry z dudami). Instrument najdłużej zachował się w regionie kozła i jego sąsiedztwie, gdzie grano na nim wraz z kozłem ślubnym na uroczystościach weselnych (do uczty weselnej). Od I wojny światowej instrument traktowany był już jako ćwiczebny.
W latach 40. XX w. podczas badań terenowych Jadwiga Sobieska odkryła mazanki, charakterystyczny wielkopolski instrument uważany za już nieużywany. Przywrócenie mazanek do praktyki wykonawczej jest w znacznej mierze zasługą Państwowej Szkoły Muzycznej I st. im. Stanisława Moniuszki w Zbąszyniu i koźlarza Tomasza Śliwy (który uczył gry na nich i sam je budował).